# Staatliche Studienakademie Glauchau

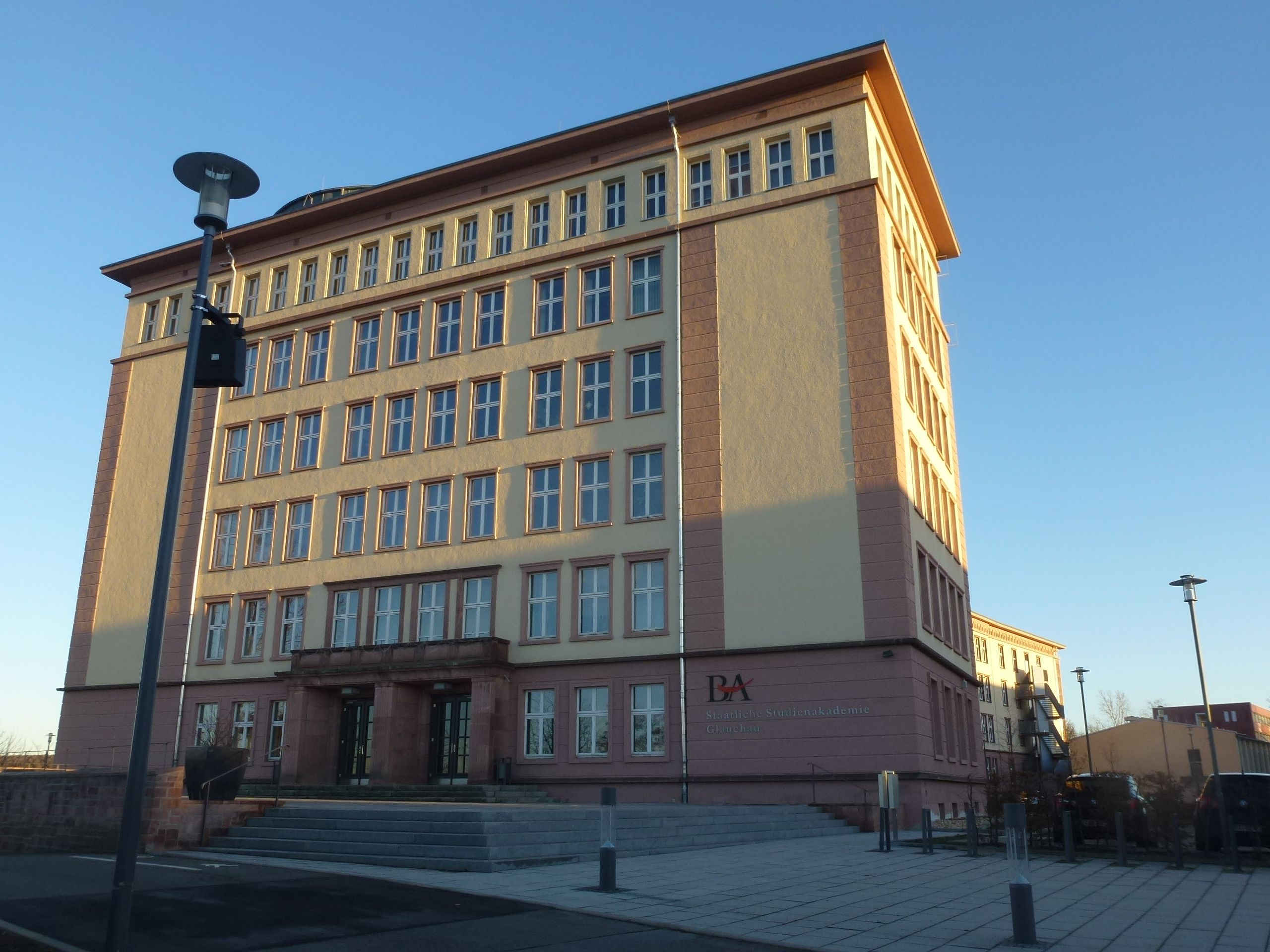
Haupteingang der Staatlichen Studienakademie Glauchau

Die Staatliche Studienakademie Glauchau ist einer von sieben Standorten der Dualen Hochschule Sachsen. Hier studieren ca. 1.000 Studierende in 11 Studiengängen aus den Bereichen Technik und Wirtschaft. Die Studienvergütung von durchschnittlich 1.000 Euro trägt bei den Studierenden wesentlich zur Finanzierung des Studiums bei. Die Vermittlungsquote zum Abschluss des Studiums liegt bei 95 Prozent. (Stand 31. Dezember 2024)

## Das Studium

### Studienangebot
Studienbereich Wirtschaft
Schwerpunkte bilden Vorlesungen, Seminare und Fallstudienübungen zu Betriebswirtschaftslehre, Volkswirtschaftslehre, Rechnungswesen, Recht, EDV und Statistik. Zum Studieninhalt gehören des Weiteren Fremdsprachen, Management- und Verkaufstraining, Kommunikations- und Rhetorikkurse sowie Planspiele.
Studienangebot:
- Bank (Bankwirtschaft und Bankmanagement)
- Betriebswirtschaftslehre – Baubetriebsmanagement
- Betriebswirtschaftslehre – Mittelstandsmanagement
- Wirtschaftsinformatik – Wirtschaftsinformatik
- Wirtschaftsinformatik – Medizinisches Informationsmanagement
- Verkehrsbetriebswirtschaft und Logistik

Studienbereich Technik
Neben Grundkenntnissen in der Mathematik und in den jeweils relevanten Naturwissenschaften werden fachspezifische Inhalte vermittelt. Weitere Schwerpunkte liegen in der Mikroelektronik und Informatik. Seminare in Fremdsprachen, Recht sowie Management- und Kommunikationstraining gehören ebenfalls zum Studieninhalt.
Studienangebot:
- Automobil- und Mobilitätsmanagement
- Bauingenieurwesen – Hochbau
- Bauingenieurwesen – Straßen-, Ingenieur- und Tiefbau
- Digital Engineering
- Industrielle Produktion (Maschinenbau) – Fertigungsmesstechnik/Qualitätsmanagement
- Industrielle Produktion – Produktionstechnik
- Industrielle Produktion – Produktionsmanagement
- Technische Informatik – Daten- und Kommunikationstechnik
- Technische Informatik – Prozessinformatik
- Versorgungs- und Umwelttechnik – Technische Gebäudeausrüstung
- Versorgungs- und Umwelttechnik – Thermische Energietechnik und Versorgungssysteme

### Zugangsvoraussetzungen
Zugangsvoraussetzung ist ein Ausbildungsvertrag mit einem geeigneten Unternehmen, dabei helfen die Mitarbeiter der Studienakademie bei der Vermittlung von Firmenkontakten. Voraussetzung ist ebenfalls entweder die allgemeine Hochschulreife oder die Fachhochschulreife oder die fachgebundene Hochschulreife, oder ein Abschluss als Meister.
Zusätzlich besteht für Bewerber mit einer mindestens dreijährigen staatlich geregelten Berufsausbildung die Möglichkeit, ohne Abitur ein fachgebundenes Studium nach Zugangsprüfung und/oder Beratungsgespräch aufzunehmen (§ 18 Art. 6a SächsHSG).

### Studienablauf
Grundlage für das Studium an der Akademie ist ein Studienvertrag mit einem anerkannten Praxispartner, wobei in der Regel eine Studienvergütung gezahlt wird. Die Praxispartner übernehmen selber 80 bis 100 Prozent der Absolventen in ein festes Arbeitsverhältnis. In dualen Studiengängen wechseln wissenschaftlich-theoretische Studienabschnitte an der Studienakademie mit praxisintegrierenden Abschnitten im Unternehmen. Studienbeginn ist immer der 1. Oktober des Jahres. Bereits nach sechs Semestern kann das Studium mit einem Bachelor-Abschluss erfolgreich beendet werden. Die hohe Erfolgsquote beim Erreichen des Studienzieles resultiert aus der engen Bindung der Studierenden an die Praxispartner. Die Modularisierung und die Vergabe von Credit-Points machen Leistungen auch international vergleichbar.

### Studienfinanzierung
In Sachsen werden keine Studiengebühren erhoben. Studierende erhalten in der Regel eine Studienvergütung vom jeweiligen Praxispartner. Das Studium an der Berufsakademie ist außerdem ein nach dem BAföG förderungsfähiges Studium.

### Abschlüsse
Die Absolventen schließen das Studium mit dem akademischen Abschluss „Diplom (DH)“ bzw. „Bachelor“ (für akkreditierte Studiengänge) ab.

## Die Einrichtung

### Allgemein

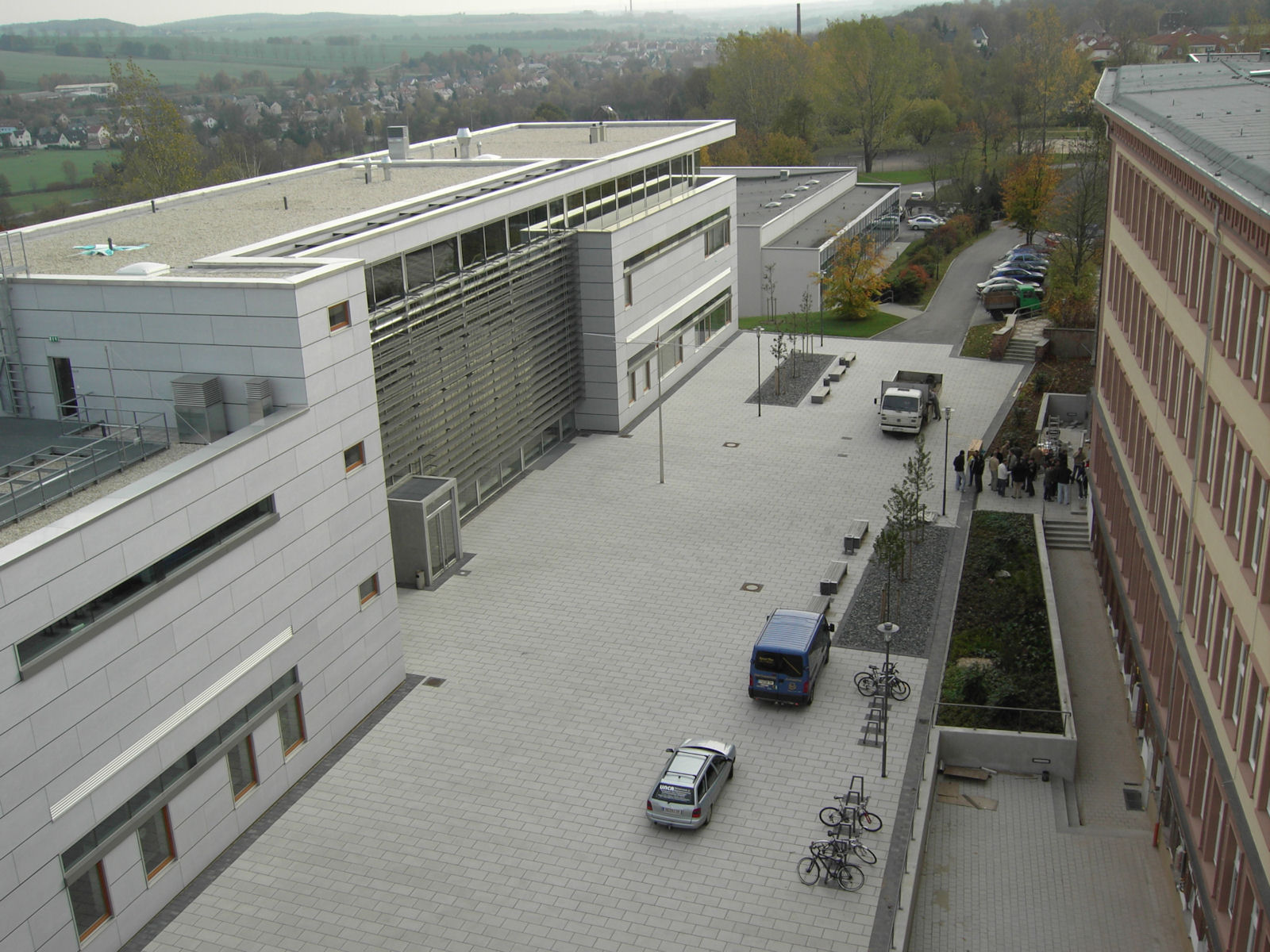
Der Campus der Staatlichen Studienakademie Glauchau

Primärer Ausbildungsort ist das 1954 fertiggestellte Hauptgebäude mit Laborräumen und über 25 Vorlesungssäle bzw. Seminarräumen. Es wurde zwischen 2005 und 2007 saniert.
Seit 2005 steht das neu erbaute Laborgebäude unter Nutzung. Hier finden sich speziell auf die Anforderungen der technischen Studienangebote zugeschnittene Labore, u. a. ein 3D-Koordinatenmesszentrum, eine Prüffeld „Stahl – Holz – Beton“ und ein multivariabler Klimasimulationsraum.
Auf dem Campusgelände befinden sich zudem ein BA-eigenes Wohnheim nebst Sportplatz sowie Mensa.

### Geschichte
Die Tradition der Technischen Ausbildung in Glauchau reicht bis ins Jahr 1898 zurück. Die damals (zuerst als Privat- dann als Städtische Schule) gegründete „Bauschule“ bildet die Basis des heutigen Berufsakademiestandortes. Im Laufe der Zeit wechselten der Name sowie das Unterstellungsverhältnis der Einrichtung mehrfach. 1992 wurden im Pilotprojekt „Berufsakademie Sachsen“ die ersten Studenten immatrikuliert, zwei Jahre später wurde diese Anstalt des öffentlichen Rechts als „Staatliche Studienakademie Glauchau“ etabliert.

## Das Wohnheim

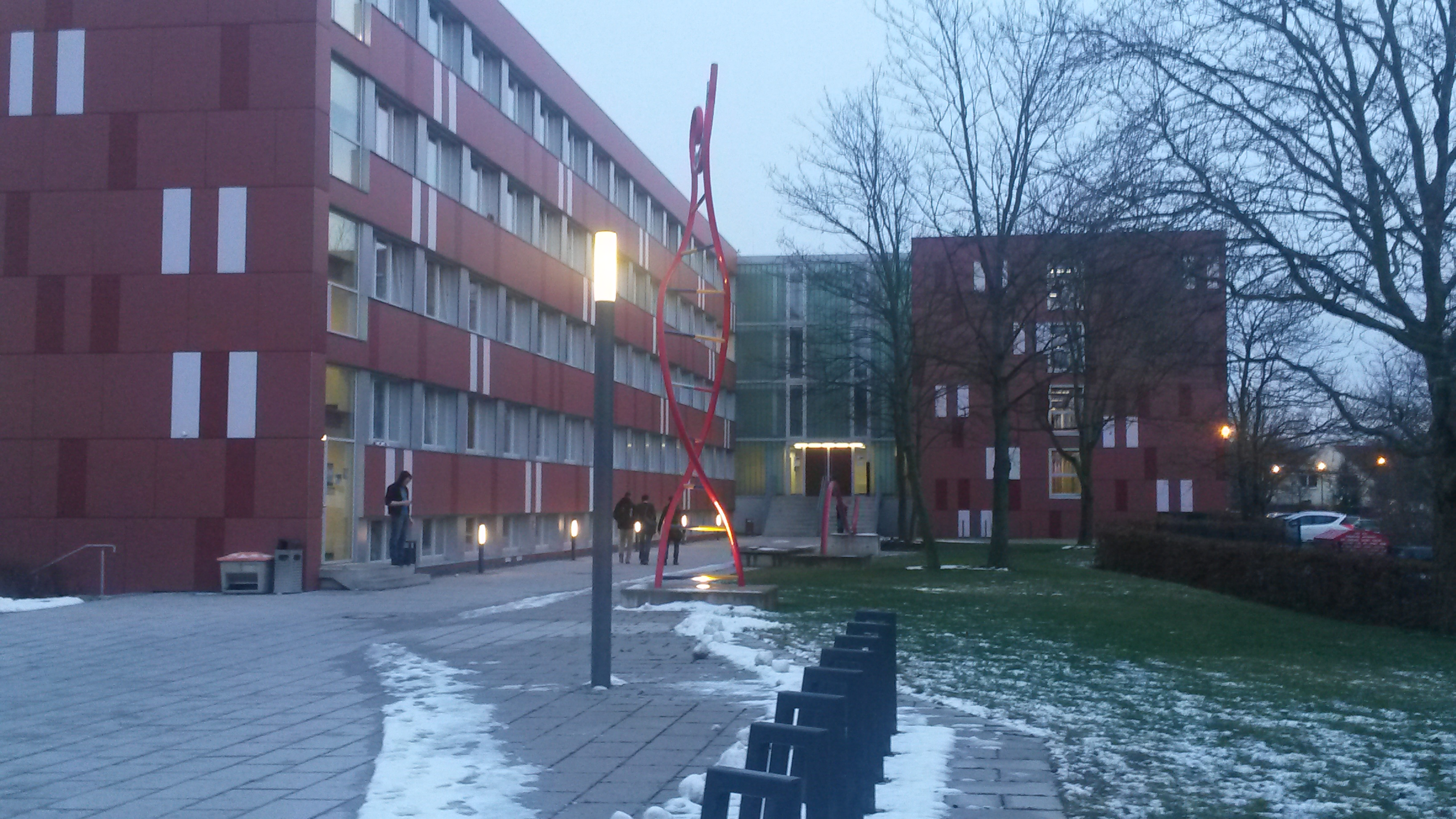
Wohnheim der Staatlichen Studienakademie Glauchau

Das Wohnheim der Staatlichen Studienakademie Glauchau besteht aus zwei Gebäuden und bietet Platz für mehr als 240 Personen. Je nach Zimmertyp teilen sich diese Studenten gemeinsame Waschräume. Küchen gibt es pro Stockwerk jeweils eine. Ein Wohnheimplatz steht für alle Studenten der Staatlichen Studienakademie Glauchau zur Verfügung, die eine bestimmte Entfernung nach Glauchau haben. Gemietet werden kann nur in der Theoriezeit oder während Theorie und Praxis.